# Kardynałowie z nominacji Benedykta XIII
Papież Benedykt XIII (1724–1730) mianował 29 kardynałów:

## 11 września 1724
Kościoły tytularne zostały nadane 20 listopada 1724.
1. Giovanni Battista Altieri, tytularny arcybiskup Tyru, dziekan Kamery Apostolskiej, krewny Klemensa X – kardynał prezbiter S. Matteo in Merulana, następnie kardynał biskup Palestriny (26 stycznia 1739), zm. 12 marca 1740
2. Alessandro Falconieri, wicekamerling i gubernator Rzymu – kardynał diakon S. Maria della Scala, zm. 26 stycznia 1734

## 20 listopada 1724
1. Vincenzo Petra, tytularny arcybiskup Damaszku, sekretarz Kongregacji ds. Biskupów i Zakonników – kardynał prezbiter S. Onofrio (tytuł nadany 20 grudnia 1724), następnie kardynał prezbiter S. Pietro in Vincoli (11 lutego 1737), kardynał biskup Palestriny (16 września 1740), zm. 21 marca 1747

## 20 grudnia 1724
Kościoły tytularne nadane zostały 29 stycznia 1725.
1. Prospero Marefoschi, tytularny arcybiskup Cezarei – kardynał prezbiter S. Crisogono, następnie kardynał prezbiter S. Callisto (19 listopada 1725), kardynał prezbiter S. Silvestro in Capite (20 września 1728), zm. 24 lutego 1732
2. Agostino Pipia OP, generał zakonu dominikanów, biskup elekt Osimo – kardynał prezbiter S. Sisto, następnie kardynał prezbiter S. Maria sopra Minerva (3 marca 1729), zm. 19 lutego 1730

## 11 czerwca 1725
Kościoły tytularne zostały nadane 23 lipca 1725.
1. Nicolò Paolo Andrea Coscia, tytularny arcybiskup Trajanopolis, sekretarz ds. Memoriałów – kardynał  prezbiter S. Maria in Domnica, zm. 8 lutego 1755
2. Nicolò del Giudice, protonotariusz apostolski, prefekt Pałacu Apostolskiego – kardynał diakon S. Maria ad Martyres, zm. 30 stycznia 1743

## 11 września 1726
1. André-Hercule de Fleury – kardynał prezbiter bez tytułu, zm. 29 stycznia 1743

## 9 grudnia 1726

### Nominacje jawne
1. Nicolò Maria Lercari, tytularny arcybiskup Nazjanzu, sekretarz stanu – kardynał prezbiter Ss. Giovanni e Paolo (tytuł nadany 16 grudnia 1726), następnie kardynał prezbiter S. Pietro in Vincoli (11 marca 1743), zm. 21 marca 1757
2. Lorenzo Cozza OFMObs, generał zakonu franciszkanów obserwantów – kardynał prezbiter S. Lorenzo in Panisperna (tytuł nadany 16 grudnia 1726), następnie kardynał prezbiter S. Maria in Aracoeli (20 stycznia 1727), zm. 19 stycznia 1729

### Nominacjain pectore, opublikowana 26 listopada 1727
1. Angelo Maria Quirini OSBCas, arcybiskup Brescii – kardynał prezbiter S. Agostino (tytuł nadany 22 grudnia 1727), następnie kardynał prezbiter S. Marco (8 marca 1728), kardynał prezbiter S. Prassede (11 marca 1743), zm. 6 stycznia 1755

### Nominacjain pectore, opublikowana 26 stycznia 1728
1. Francesco Antonio Finy, tytularny arcybiskup Damaszku – kardynał prezbiter S. Maria in Via (tytuł nadany 8 marca 1728), następnie kardynał prezbiter S. Sisto (6 lipca 1729), kardynał prezbiter S. Maria in Trastevere (3 września 1738), kardynał prezbiter S. Pietro in Vincoli (16 września 1740), kardynał prezbiter S. Maria in Trastevere (11 marca 1743), zm. 5 kwietnia 1743

### Nominacjein pectore, opublikowane 30 kwietnia 1728
1. Marco Antonio Ansidei, tytularny arcybiskup Damietty, asesor Świętego Oficjum – kardynał prezbiter S. Pietro in Montorio (tytuł nadany 10 maja 1728), następnie kardynał prezbiter S. Agostino (3 sierpnia 1729), zm. 14 lutego 1730
2. Prospero Lambertini, biskup Ankony – kardynał prezbiter S. Croce in Gerusalemme (tytuł nadany 10 maja 1728); od 17 sierpnia 1740 papież Benedykt XIV, zm. 3 maja 1758
3. Gregorio Selleri OP, Mistrz Świętego Pałacu – kardynał prezbiter S. Agostino (tytuł nadany 10 maja 1729), zm. 31 maja 1729
4. Antonio Banchieri, wicekamerling i gubernator Rzymu – kardynał diakon S. Nicola in Carcere (tytuł nadany 10 maja 1728), zm. 16 września 1733
5. Carlo Collicola, skarbnik generał Kamery Apostolskiej – kardynał diakon S. Maria in Portico (tytuł nadany 10 maja 1728), zm. 20 października 1730

## 26 listopada 1727
1. Diego de Astorga y Céspedes, arcybiskup Toledo – kardynał prezbiter bez tytułu, zm. 8 lutego 1743
2. Sigismund von Kollonitz, arcybiskup Wiednia – kardynał prezbiter Ss. Marcellino e Pietro (tytuł nadany 14 sierpnia 1730), następnie kardynał prezbiter S. Crisogono (29 sierpnia 1740), zm. 12 kwietnia 1751
3. Philipp Ludwig von Sinzendorf, biskup Györ – kardynał prezbiter S. Maria sopra Minerva (14 sierpnia 1730), zm. 28 września 1747
4. João da Mota e Silva, kanonik kolegiaty São Tomé w Lizbonie – kardynał prezbiter bez tytułu, zm. 4 października 1747

## 30 kwietnia 1728
1. Vincenzo Ludovico Gotti OP, tytularny patriarcha Jerozolimy – kardynał prezbiter S. Pancrazio (tytuł nadany 14 czerwca 1728), następnie kardynał prezbiter S. Sisto (26 września 1738), zm. 18 września 1742
2. Leandro Porzia OSB, biskup elekt Brescii – kardynał prezbiter S. Girolamo degli Schiavoni (tytuł nadany 10 maja 1728), następnie kardynał prezbiter S. Callisto (20 września 1728), zm. 10 czerwca 1740

## 20 września 1728
Kościoły tytularne zostały nadane 15 listopada 1728.
1. Pierluigi Carafa, tytularny arcybiskup Larissy, sekretarz Kongregacji ds. Biskupów i Zakonników – kardynał prezbiter S. Lorenzo in Panisperna, następnie kardynał prezbiter S. Prisca (16 grudnia 1737), kardynał biskup Albano (16 września 1740), kardynał biskup Porto e S. Rufina (15 listopada 1751), kardynał biskup Ostia e Velletri (9 kwietnia 1753), zm. 15 grudnia 1755
2. Giuseppe Accoramboni, biskup Imoli, audytor Jego Świątobliwości – kardynał prezbiter S. Maria Traspontina, następnie kardynał prezbiter S. Maria in Trastevere (16 września 1740), kardynał biskup Frascati (11 marca 1743), zm. 21 marca 1747

## 23 marca 1729
1. Camillo Cibo, tytularny patriarcha Kontantynopola, prefekt Pałacu Apostolskiego – kardynał prezbiter S. Stefano al Monte Celio (tytuł nadany 28 marca 1729), kardynał prezbiter S. Maria del Popolo (8 stycznia 1731), kardynał prezbiter S. Maria degli Angeli (20 grudnia 1741), zm. 12 stycznia 1743

## 6 lipca 1729
1. Francesco Scipione Maria Borghese, tytularny arcybiskup Trajanopolis, prefekt Pałacu Apostolskiego – kardynał prezbiter S. Pietro in Montorio (tytuł nadany 3 sierpnia 1729), następnie kardynał prezbiter S. Silvestro in Capite (31 marca 1732), kardynał prezbiter S. Maria in Trastevere (20 maja 1743), kardynał biskup Albano (25 września 1752), kardynał biskup Porto e S. Rufina (12 lutego 1759), zm. 21 czerwca 1759
2. Carlo Vincenzo Maria Ferreri OP, biskup Alessandrii – kardynał prezbiter S. Maria in Via (tytuł nadany 23 grudnia 1729), zm. 9 grudnia 1742

## 8 lutego 1730
1. Alamanno Salviati, protonotariusz apostolski, prezydent Urbino – kardynał prezbiter S. Maria in Aracoeli (tytuł nadany 24 lipca 1730), zm. 24 lutego 1733